# Grande Prêmio da Hungria de 2014
O Grande Prêmio da Hungria de 2014 (formalmente Formula 1 Pirelli Magyar Nagydíj 2014) foi uma corrida de Fórmula 1 disputada em 27 de julho de 2014 no circuito de Hungaroring, próximo a Budapeste, Hungria. Foi a 10ª etapa da temporada de 2014 e a 30ª edição da prova.
A prova se iniciou com a pista molhada devido a forte chuva que ocorrera minutos antes e todos os pilotos largaram com pneu de composto intermediário. O carro de segurança entrou na pista em duas ocasiões devido aos acidentes de Marcus Ericsson, Romain Grosjean e Sergio Pérez. O vencedor da corrida foi Daniel Ricciardo da Red Bull, que superou o segundo colocado, Fernando Alonso da Ferrari, a duas voltas do fim. Lewis Hamilton da Mercedes, que largou dos boxes devido a incêndio no carro no Q1, concluiu em terceiro.

## Pneus
| Nome do composto | Cor     | Cor | Banda de rolamento | Condições de condução         | Dry Type*    | Aderência | Longevidade |
| ---------------- | ------- | --- | ------------------ | ----------------------------- | ------------ | --------- | ----------- |
| Macio            | Amarelo |     | Slick              | Seco                          | Prime/Option | Médio     | Médio       |
| Médio            | Branco  |     | Slick              | Seco                          | Prime/Option | Médio     | Médio       |
| Intermediário    | Verde   |     | Sulcos             | Molhado (água não estagnante) | x            | x         | x           |
| Chuva            | Azul    |     | Sulcos             | Molhado (água estagnante)     | x            | x         | x           |

## Resultado

### Treino Classificatório
| Pos.                     | Nu. | Piloto            | Construtor           | Q1       | Q2       | Q3       | Grid  |
| ------------------------ | --- | ----------------- | -------------------- | -------- | -------- | -------- | ----- |
| 1                        | 6   | Nico Rosberg      | Mercedes             | 1:25.227 | 1:23.310 | 1:22.715 | 1     |
| 2                        | 1   | Sebastian Vettel  | Red Bull-Renault     | 1:25.662 | 1:23.606 | 1:23.201 | 2     |
| 3                        | 77  | Valtteri Bottas   | Williams-Mercedes    | 1:25.690 | 1:23.776 | 1:23.354 | 3     |
| 4                        | 3   | Daniel Ricciardo  | Red Bull-Renault     | 1:25.495 | 1:23.676 | 1:23.391 | 4     |
| 5                        | 14  | Fernando Alonso   | Ferrari              | 1:26.087 | 1:24.249 | 1:23.909 | 5     |
| 6                        | 19  | Felipe Massa      | Williams-Mercedes    | 1:26.592 | 1:24.030 | 1:24.223 | 6     |
| 7                        | 22  | Jenson Button     | McLaren-Mercedes     | 1:26.612 | 1:24.502 | 1:24.294 | 7     |
| 8                        | 25  | Jean-Éric Vergne  | Toro Rosso-Renault   | 1:24.941 | 1:24.637 | 1:24.720 | 8     |
| 9                        | 27  | Nico Hülkenberg   | Force India-Mercedes | 1:26.149 | 1:24.647 | 1:24.775 | 9     |
| 10                       | 20  | Kevin Magnussen   | McLaren-Mercedes     | 1:26.578 | 1:24.585 | No Time  | 212   |
| 11                       | 26  | Daniil Kvyat      | Toro Rosso-Renault   | 1:25.361 | 1:24.706 |          | 10    |
| 12                       | 99  | Adrian Sutil      | Sauber-Ferrari       | 1:26.027 | 1:25.136 |          | 11    |
| 13                       | 11  | Sergio Pérez      | Force India-Mercedes | 1:25.910 | 1:25.211 |          | 12    |
| 14                       | 21  | Esteban Gutiérrez | Sauber-Ferrari       | 1:25.709 | 1:25.260 |          | 13    |
| 15                       | 8   | Romain Grosjean   | Lotus-Renault        | 1:26.136 | 1:25.337 |          | 14    |
| 16                       | 17  | Jules Bianchi     | Marussia-Ferrari     | 1:26.728 | 1:27.419 |          | 15    |
| 17                       | 7   | Kimi Räikkönen    | Ferrari              | 1:26.792 |          |          | 16    |
| 18                       | 10  | Kamui Kobayashi   | Caterham-Renault     | 1:27.139 |          |          | 17    |
| 19                       | 4   | Max Chilton       | Marussia-Ferrari     | 1:27.819 |          |          | 18    |
| 20                       | 9   | Marcus Ericsson   | Caterham-Renault     | 1:28.643 |          |          | 19    |
| Tempo dos 107%: 1:30.886 |     |                   |                      |          |          |          |       |
| NQ                       | 44  | Lewis Hamilton    | Mercedes             | No Time  |          |          | 22 12 |
| NQ                       | 13  | Pastor Maldonado  | Lotus-Renault        | No Time  |          |          | 201   |
| Fonte:                   |     |                   |                      |          |          |          |       |

Notas
- ↑1  – Lewis Hamilton e Pastor Maldonado não obtiveram tempo de volta no Q1, porém foram autorizados a largarem.[4]

- ↑2  – Lewis Hamilton e Kevin Magnussen largaram dos boxes após mudanças nos chassis.[4]
- Último pódio de Fernando Alonso pela Ferrari,último pódio do espanhol antes de parar por 2 anos na categoria,em 2019 e 2020 e que retornaria ao pódio apenas no Grande Prêmio do Catar de 2021 correndo pela Alpine.

### Corrida
| Pos.   | Nu. | Piloto            | Construtor           | Voltas | Tempo/Retirado         | Grid | Pontos |
| ------ | --- | ----------------- | -------------------- | ------ | ---------------------- | ---- | ------ |
| 1      | 3   | Daniel Ricciardo  | Red Bull-Renault     | 70     | 1:53:05.058            | 4    | 25     |
| 2      | 14  | Fernando Alonso   | Ferrari              | 70     | +5.200                 | 5    | 18     |
| 3      | 44  | Lewis Hamilton    | Mercedes             | 70     | +5.800                 | 22   | 15     |
| 4      | 6   | Nico Rosberg      | Mercedes             | 70     | +6.300                 | 1    | 12     |
| 5      | 19  | Felipe Massa      | Williams-Mercedes    | 70     | +29.800                | 6    | 10     |
| 6      | 7   | Kimi Raikkonen    | Ferrari              | 70     | +31.400                | 16   | 8      |
| 7      | 1   | Sebastian Vettel  | Red Bull-Renault     | 70     | +40.900                | 2    | 6      |
| 8      | 77  | Valtteri Bottas   | Williams-Mercedes    | 70     | +41.300                | 3    | 4      |
| 9      | 25  | Jean-Éric Vergne  | Toro Rosso-Renault   | 70     | +58.500                | 8    | 2      |
| 10     | 22  | Jenson Button     | McLaren-Mercedes     | 70     | +1:07.200              | 7    | 1      |
| 11     | 99  | Adrian Sutil      | Sauber-Ferrari       | 70     | +1:08.100              | 11   |        |
| 12     | 20  | Kevin Magnussen   | McLaren-Mercedes     | 70     | +1:18.400              | 21   |        |
| 13     | 13  | Pastor Maldonado  | Lotus-Renault        | 70     | +1:24.000              | 20   |        |
| 14     | 26  | Daniil Kvyat      | Toro Rosso-Renault   | 69     | +1 volta               | 10   |        |
| 15     | 17  | Jules Bianchi     | Marussia-Ferrari     | 69     | +1 volta               | 15   |        |
| 16     | 4   | Max Chilton       | Marussia-Ferrari     | 69     | +1 volta               | 18   |        |
| Ret    | 21  | Esteban Gutiérrez | Sauber-Ferrari       | 32     | ERS                    | 13   |        |
| Ret    | 10  | Kamui Kobayashi   | Caterham-Renault     | 24     | Sistema de combustível | 17   |        |
| Ret    | 11  | Sergio Pérez      | Force India-Mercedes | 22     | Acidente               | 12   |        |
| Ret    | 27  | Nico Hülkenberg   | Force India-Mercedes | 14     | Batida                 | 9    |        |
| Ret    | 8   | Romain Grosjean   | Lotus-Renault        | 9      | Acidente               | 14   |        |
| Ret    | 9   | Marcus Ericsson   | Caterham-Renault     | 3      | Acidente               | 19   |        |
| Fonte: |     |                   |                      |        |                        |      |        |

## Volta de Liderança
- Daniel Ricciardo : 32 (10-13), (15-23), (39-54) e (68-70)
- Fernando Alonso : 27 (24-37) e (55-67)
- Nico Rosberg : 9 (1-9)
- Lewis Hamilton : 1 (38)
- Jenson Button : 1 (14)

## Tabela do campeonato após a corrida
Somente as cinco primeiras posições estão incluídas nas tabelas.
| Pos | Piloto           | Pontos | Var     |
| --- | ---------------- | ------ | ------- |
| 1   | Nico Rosberg     | 202    | Estável |
| 2   | Lewis Hamilton   | 191    | Estável |
| 3   | Daniel Ricciardo | 131    | Estável |
| 4   | Fernando Alonso  | 115    | Estável |
| 5   | Valtteri Bottas  | 95     | Estável |

| Pos | Construtor           | Pontos | Var     |
| --- | -------------------- | ------ | ------- |
| 1   | Mercedes             | 393    | Estável |
| 2   | Red Bull             | 219    | Estável |
| 3   | Ferrari              | 142    | 1       |
| 4   | Williams–Mercedes    | 135    | 1       |
| 5   | Force India-Mercedes | 98     | Estável |

Curiosidads